# نو منس هيث (تشيشير)
نو منس هيث (بالإنجليزية: No Man's Heath, Cheshire)‏ هي قرية تقع في المملكة المتحدة في شمال غرب إنجلترا.